# Cooköarna vid världsmästerskapen i friidrott 2023
Cooköarna tävlade vid världsmästerskapen i friidrott 2023 i Budapest i Ungern mellan den 19 och 27 augusti 2023.

## Resultat
Cooköarnas trupp bestod av en idrottare.

### Herrar
Gång- och löpgrenar
| Idrottare    | Gren      | Försöksheat | Försöksheat | Semifinal        | Semifinal        | Final            | Final            |
| Idrottare    | Gren      | Resultat    | Placering   | Resultat         | Placering        | Resultat         | Placering        |
| ------------ | --------- | ----------- | ----------- | ---------------- | ---------------- | ---------------- | ---------------- |
| Alex Beddoes | 800 meter | 1.48,31     | 8           | Gick inte vidare | Gick inte vidare | Gick inte vidare | Gick inte vidare |